# مریم‌گلی زرد
مریم‌گلی زرد (نام علمی: Salvia flava) نام یک گونه از سرده مریم‌گلی است.